# Ludwig Thoma
Ludwig Thoma (Oberammergau, 21 gennaio 1867 – Rottach-Egern, 26 agosto 1921) è stato uno scrittore, pubblicista e editore tedesco noto soprattutto per i suoi racconti di ambientazione bavarese.
Prese parte alla prima guerra mondiale come paramedico.
Dopo essersi laureato presso l'Università di Sickinger, a Landstuhl, studiò anche Silvicoltura, ad Aschaffenburg, e poi Legge, a Monaco e Norimberga. Divenuto avvocato, si trasferì prima a Dachau per esercitare la professione e poi, sempre in Baviera, a Monaco. Abbandonato il mestiere di legale nel 1899, divenne un collaboratore del Simplicissimus, una nota rivista satirica per la quale scrisse e pubblicò racconti, commedie e anche qualche romanzo.
Nel 1906, in seguito ad un pesante attacco morale al clero e alle religioni in generale, fu imprigionato per sei mesi; quel soggiorno in prigione fu, però, la sua fortuna: divenne infatti famosissimo. Appassionato d'Arte e sostenitore di George Grosz, Käthe Kollwitz e John Heartfield, fu anche esponente del Dadaismo, al quale prese parte negli ultimi anni di vita (1917-1920). Quest'ultimo periodo della sua vita gli fu segnato da un forte antisemitismo e da un furioso nazionalismo, che lo portò ad attaccare violentemente i socialisti.

## Opere

### Romanzi
- Die Lokalbahn (1901)
- Lausbubengeschichten (1905)
- Tante Frieda (1907)
- Moral (1909)
- Munchner in Himmel (1911)
- Jozef Filsers Briefwexel (1912)
- Altaich (1918)
- Münchnerinnen (1919)
- Der Jagerloisl (1921)